# Julodis onopordi
Julodis onopordi es una especie de escarabajo del género Julodis, familia Buprestidae. Fue descrita científicamente por Fabricius en 1787.
Alcanza unos 29 milímetros (1,1 pulgadas) de longitud. La coloración es verde metálico.

## Distribución
Esta especie se encuentra en Francia, Portugal, España, Sicilia, Egipto, Libia, Túnez, Argelia y Marruecos.

## Subespecies
- Julodis onopordi chalcostigma Chevrolat, 1860
- Julodis onopordi longiseta Abeille de Perrin, 1904
- Julodis onopordi onopordi (Fabricius, 1787)
- Julodis onopordi sommeri Jaubert, 1858
- Julodis onopordi splichali Obenberger, 1917
- Julodis onopordi lampedusanus Tassi, 1966